# Karst et grottes évaporitiques de l'Apennin du Nord
Le karst et grottes évaporitiques de l'Apennin du Nord sont un ensemble de sites inscrit au patrimoine mondial depuis 2023. Il comprend neuf zones d'Émilie-Romagne, dans les Apennins, rassemblant des karsts évaporitiques et de très nombreuses grottes, dont certaines des grottes de gypse les plus profondes du monde. Il s'agit du premier site karstique a avoir été étudié, dès le XVIe siècle.

## Historique
L'Italie inscrit le 31 janvier 2018 une proposition intitulée Evaporite karst and caves of Emilia Romagna Region (« karst et grottes évaporitiques de la région d'Émilie-Romagne ») sur sa liste indicative, préalable nécessaire à tout examen d'inscription.
En 2023, après examen, l'UICN préconise de renvoyer la proposition à l'Italie afin que le pays modifie les limites du bien pour en garantir la valeur universelle, et qu'il règle des lacunes dans la gestion et la protection du bien. Cet avis n'est pas suivi par le Comité du patrimoine mondial lors de la 45e session et le bien est inscrit au patrimoine mondial en juillet 2023.

## Sites
Le bien inscrit comprend neuf sites de la région d'Émilie-Romagne.
| N°       | Site                                    | Communes                                       | Zone protégée                                                                  | Superficie (ha) | Zone tampon (ha) | Coordonnées                  | Illus. |
| -------- | --------------------------------------- | ---------------------------------------------- | ------------------------------------------------------------------------------ | --------------- | ---------------- | ---------------------------- | ------ |
| 1692-001 | Haute vallée de la Secchia              | Castelnovo ne' Monti, Ventasso, Villa Minozzo  | Gessi Triassici (it), parc national de l'Apennin tosco-émilien                 | 1 596,001       | 1 292,32         | 44° 22′ 48″ N, 10° 23′ 20″ E |        |
| 1692-002 | Basses collines reggiennes              | Albinea, Vezzano sul Crostolo, Viano           | Site d'intérêt communautaire Ca' del Vento, Ca' del Lupo, gypses de Borzano    | 273,68          | 1 384,753        | 44° 35′ 06″ N, 10° 35′ 56″ E |        |
| 1692-003 | Gypse de Zola Predosa                   | Zola Predosa                                   | Site d'intérêt communautaire des gypses de Monte Rocca, Monte Capra et Tizzano | 57,349          | 127,706          | 44° 27′ 40″ N, 11° 13′ 13″ E |        |
| 1692-004 | Gypses bolonais                         | Pianoro, San Lazzaro di Savena                 | Parc régional des gypses bolonais et des badlands de l'Abbadessa (it)          | 237,225         | 325,109          | 44° 26′ 11″ N, 11° 23′ 42″ E |        |
| 1692-005 | Veine du gypse romagnol - Monte Penzola | Borgo Tossignano                               | Parc régional de la veine du gypse romagnol (it)                               | 69,9            | 4 774,837        | 44° 16′ 44″ N, 11° 34′ 22″ E |        |
| 1692-006 | Veine du gypse romagnol - Monte Casino  | Borgo Tossignano, Casola Valsenio, Riolo Terme | Parc régional de la veine du gypse romagnol (it)                               | 281,352         | 4 774,837        | 44° 15′ 49″ N, 11° 37′ 56″ E |        |
| 1692-007 | Veine du gypse romagnol - Monte Mauro   | Brisighella, Casola Valsenio, Riolo Terme      | Parc régional de la veine du gypse romagnol (it)                               | 961,763         | 4 774,837        | 44° 14′ 17″ N, 11° 42′ 24″ E |        |
| 1692-008 | Évaporite de San Leo                    | San Leo                                        |                                                                                | 119,35          | 164,99           | 43° 55′ 05″ N, 12° 20′ 45″ E |        |
| 1692-009 | Gypses d'Onferno                        | Gemmano                                        | Réserve naturelle d'Onferno (it)                                               | 84,46           | 276,126          | 43° 52′ 30″ N, 12° 32′ 51″ E |        |